# Martinex
Martinex T'Naga è un personaggio immaginario che appare nei fumetti americani pubblicati dalla Marvel Comics.
Il personaggio raffigurato proviene da una versione futura alternativa dell'universo condiviso della Marvel, l'Universo Marvel. La maggior parte delle avventure di Martinex si svolgono come membro dei Guardiani della Galassia del 31º secolo.

## Storia editoriale
Martinex è apparso per la prima volta in Marvel Super-Heroes #18 (Gen. 1969) come membro dei Guardiani della Galassia. Secondo Roy Thomas i Guardiani della Galassia originali sono stati creati nel corso di una conferenza tra Stan Lee e Arnold Drake, resta però in dubbio se la paternità dei singoli personaggi sia da attribuire a Lee, Drake o entrambi.
I Guardiani nella loro formazione originale sono apparsi in diverse opere nel corso degli anni, tra cui: Marvel Two-in-One #4-5 e The Defenders #26-29, inoltre l'autore Steve Gerber ha inserito il personaggio di Martinex nella sua opera Marvel Presents #3-#12.
L'aspetto di Martinex è stato ridisegnato da Jim Valentino all'interno di Guardians of the Galaxy #7 (Dic. 1990)
Martinex è apparso con la squadra originale dei Guardiani della Galassia nella serie Guardians 3000 del 2014 dove l'autore Dan Abnett lo ha descritto come "il cervello" della squadra.

## Biografia del personaggio
Nel futuro la Terra aveva colonizzato diversi pianeti del Sistema solare, tra cui anche Plutone. Martinex è nato al Cerberus Center (Plutone), in seguito però si è poi scoperto che i suoi antenati provenivano dal Continente africano sul Pianeta Terra.
Crebbe fino a diventare uno scienziato e tecnico. Come tutti i Pluviani, il suo corpo era ricoperto da una superficie composta da cristalli per poter resistere alle temperature estreme del suo pianeta.
Martinex divenne l'ultimo Plutoniano in vita dopo che la sua razza fu completamente sterminata dai Badoon, riuscì a sfuggire all'attacco grazie all'aiuto di Vance Astro, Yondu e Charlie-27, con cui collaboro per combattere contro i Badoon, con il nome di Guardiani della Galassia.
I Guardiani collaborarono in seguito con La Cosa, Capitan Marvel e Sharon Carter per combattere contro i Badoon che avevano preso il controllo di New York. Nel corso dei lori viaggi nel tempo incontrarono anche i Difensori e Starhawk con cui sconfissero i Badoon, tornarono indietro nel tempo e li cacciarono dal loro Sistema solare. Martinex divenne quindi il capo dei Guardiani della Galassia, nel corso degli vari viaggi anche Nikki si unì alla squadra.
Martinex e i Guardiani della Galassia viaggiarono fino all'epoca moderna per aiutare i Vendicatori nello scontro con Korvac, in seguito partecipò anche ad una riunione dei membri dei Vendicatori.
Durante la ricerca dello scudo di Capitan America i Guardiani della Galassia entrarono in conflitto con Taserface e gli Stark, in seguito incontrarono anche Firelord e riuscirono a sconfiggere gli Stark.
I Guardiani si imbatterono in un gruppo noto come Force, durante lo scontro Martinex fu però ferito a morte da Brawl, il rivestimento di cristalli che ricopriva il suo corpo fu gravemente danneggiato, ma riuscì a riprendersi grazie all'aiuto del suo compagno Starhawk, il rivestimento del corpo però subì gravi danni e i cristalli che lo componevano caddero, facendo assumere a Martinex un nuovo colorito violaceo.
Individuarono quindi Haven, una colonia perduta della Terra fondata da mutanti, dove combatterono contro Rancor e i suoi luogotenenti. Martinex in seguito incontrò lo Spirito della Vendetta.
Alla fine Martinex lasciò i Guardiani della Galassia per creare una loro versione più grande, i Guardiani Galattici che furono convocati per salvare un pianeta in pericolo.
I Guardiani Galattici erano inizialmente costituiti da versioni future alternative di Wonder Man, Firelord, Visione, Fenice (Giraud) e Ghost Rider.
Martinex fece poi ritorno nei Guardiani della Galassia.

## Poteri e abilità
Martinex fa parte di una specie umana i cui tratti sono stati progettati per la sopravvivenza nelle fredde condizioni del Pianeta nano Plutone.
Possiede una maggiore forza, velocità e resistenza sovrumana.
La sua epidermide è composta da dei cristalli organici di Isotopo di Silicio, Martinex ha inoltre la capacità di convertire l'energia corporea in fasci di energia simili a laser che può proiettare dalle sue mani e la sua mano destra può proiettare energia infrarossa, stimolando il calore in qualsiasi oggetto mentre la sua mano sinistra può proiettare energia a microonde che riduce la temperatura negli oggetti, producendo così il freddo.
Il suo corpo è altamente resistente al caldo e al freddo e alle lesioni.
Martinex può usare i suoi poteri sovrumani solo per proiettare calore e freddo alla massima potenza per un massimo di mezz'ora prima di dover riposare.

## Altri media

### Cinema
Michael Rosenbaum ha impersonato Martinex nei film del Marvel Cinematic Universe Guardiani della Galassia Vol. 2 (2017) e Guardiani della Galassia Vol. 3 (2023), nella saga cinematografica è un membro della fazione dei Ravagers, guidati da Stakar Ogord.